# Иванов, Михаил Егорович
Михаи́л Его́рович Ивано́в (1924—2003) — участник Великой Отечественной войны, полный кавалер ордена Славы.

## Биография
Родился 5 декабря 1924 года в поселке Парахино в семье рабочего. Русский. Окончил 6 классов. Жил в Ленинграде. Работал слесарем на ленинградском заводе «Севкабель».
В августе 1942 года был призван в Красную Армию Окуловским райвоенкоматом тогда Ленинградской области. В действующей армии с октября 1942 года.
К весне 1944 года воевал пулемётчиком в составе 129-го гвардейского стрелкового полка 45-й гвардейской стрелковой дивизии. В составе этого полка прошёл до кона войны. В мае 1944 года дивизия была скрытно переброшена из Ораниенбаума через Финский залив. С 10 июня в составе 21 армии участвовала в генеральном наступлении в ходе Выборгской наступательной операции. Затем, с 25 июня, участвовала в наступлении, предпринятом в районе деревни Тали. В этих боях заслужил первые боевые награды.
25 июня 1944 года хутора Лейтимо (западнее железнодорожной станции Пальцево, Выборгский район) гвардии красноармеец Иванов, действуя в штурмовой группе, подорвал дзот противника с пулемётным расчетом. В следующем бою ликвидировал финского снайпера-кукушку. Приказом по частям 45-й гвардейской стрелковой дивизии (№ 65/н) от 26 июня 1944 года гвардии красноармеец Иванов Михаил Егорович награждён орденом Славы 3-й степени.
28 июня 1944 года в бою при взятии высоты в районе 7 км северо-восточнее Выборга гвардии красноармеец Иванов первым поднялся в атаку и из пулемёта уничтожил много вражеских солдат. Закрепившись на высоте, успешно отражал яростные контратаки противника. Приказом по частям 45-й гвардейской стрелковой дивизии (№ 67/н) от 2 июля 1944 года гвардии красноармеец Иванов Михаил Егорович награждён орденом Славы 3-й степени (повторно, в наградном листе ещё не было отметки о предыдущем ордене Славы).
После перехода войск к обороне дивизия в июле 1944 года в составе корпуса переброшена под Нарву и передана в состав 2-й ударной армии. В сентябре 1944 года в составе 2-й ударной армии участвовала в Таллинской наступательной операции войск левого крыла Ленинградского фронта. 17 сентября 1944 года в районе населённого пункта Торди (Эстония) огнём из пулемёта уничтожил около 10 гитлеровцев. При преследовании противника шёл впереди боевых порядков пехоты, поддерживая пулемётным огнем продвижение роты. За этот бой был представлен к награждению орденом Славы 2-й степени, награждён орденом Красной Звезды.
С осени 1944 года по май 1945 года дивизия участвовала в блокировании Курляндской группировки войск противника. 21 февраля 1945 года в бою у местечка Спиньдени (7 км севернее города Приекуле, Латвия) гвардии красноармеец Иванов, выдвинувшись на фланг роты, огнём из пулемёта подавил огневую точку врага и уничтожил расчёт пулемёта. Своим действиями обеспечил стрелкам продвижение вперёд. При отражении контратаки огнём с выгодной позиции преградил путь вражеской пехоте. За этот бой был представлен к награждению орденом Славы 3-й степени (в наградном листе не было отметок о предыдущих награждениях орденом Славы). Приказом по частям 45-й гвардейской стрелковой дивизии (№ 9/н) от 26 февраля 1945 года гвардии красноармеец Иванов Михаил Егорович награждён орденом Славы 3-й степени (третий раз).
В 1945 году был демобилизован. Жил и работал в Ленинграде.
Указом Президента СССР от 6 мая 1991 года приказы от 2 июля 1944 года и 26 февраля 1945 года были отменены, и Иванов Михаил Егорович награждён орденами Славы 2-й и 1-й степеней соответственно. Стал полным кавалером ордена Славы.
Скончался 24 августа 2003 года. Похоронен на Южном кладбище Санкт-Петербурга.

## Награды
- Медаль «За оборону Ленинграда» (1943)[3]
- Три ордена Славы 3 степени (26 июня 1944; 2 июля 1944[2] — перенаграждён орденом Славы 2-й степени 6 мая 1991; 26 февраля 1945[3] — перенаграждён орденом Славы 1-й степени 6 мая 1991)
- Орден Отечественной войны 1 степени
- Орден Красной Звезды
- медали.